# Jet (Coez)
Jet è un singolo del rapper italiano Coez, pubblicato il 9 novembre 2015 come secondo estratto dall'album Niente che non va.

## Descrizione
Coez ha raccontato a proposito del brano:

## Video musicale
Il video ufficiale del brano, girato a Tokyo con la regia di Federico Fred Cangianiello, è stato pubblicato su YouTube il 9 novembre 2015.

## Tracce
Testi di Coez, musiche di Stefano Ceri.
1. Jet – 2:58